# Torisashi
Torisashi (jap. 鶏刺し) – japońskie danie, cienko pokrojony surowy kurczak. Jeśli kurczak jest delikatnie przypieczony (lecz dalej surowy), danie nazywa się toriwasa. Zazwyczaj jest jadane z sosem sumiso, lecz może być także jedzone z sosem sojowym i wasabi jak inne odmiany sashimi.  

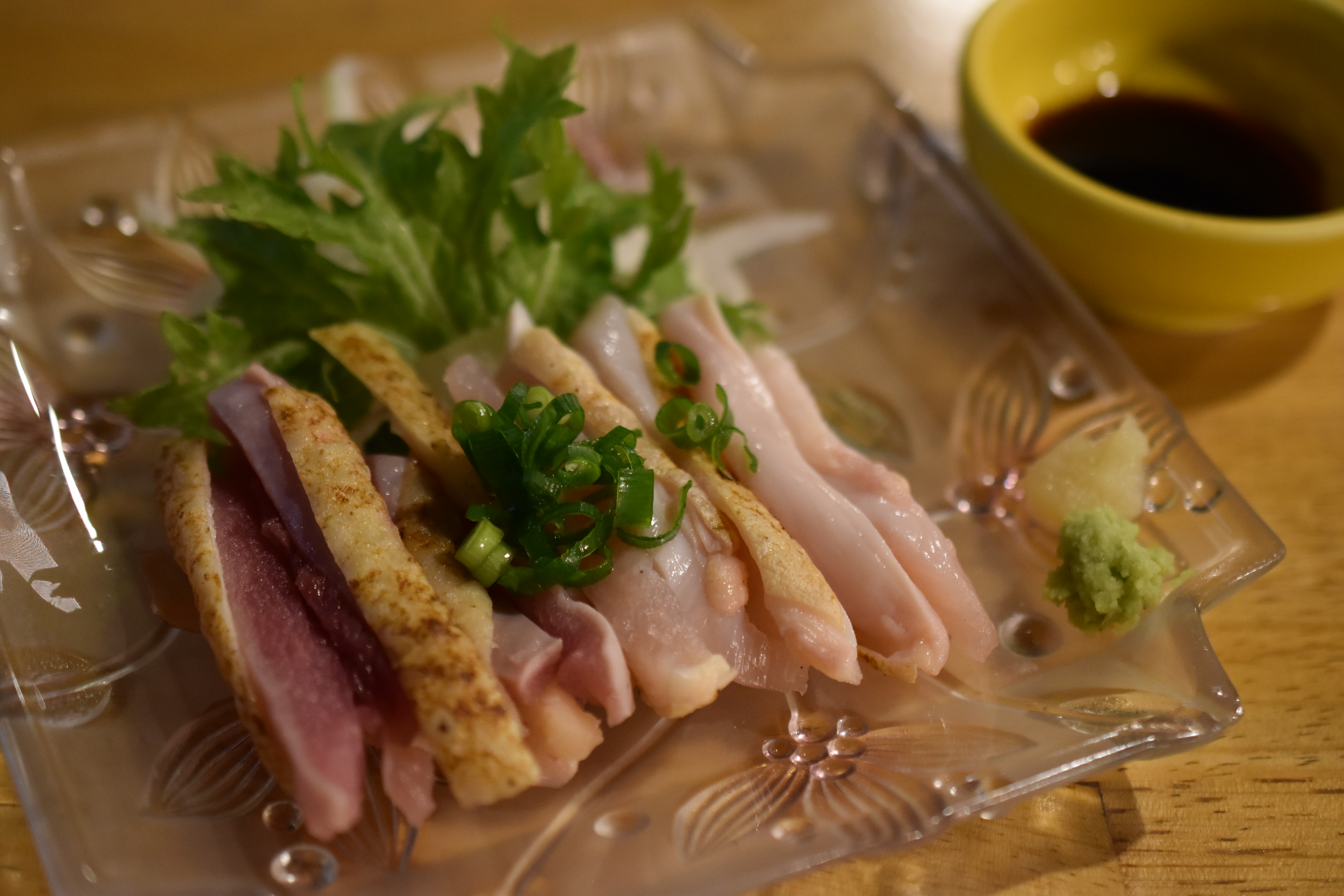
Torisashi serwowane w restauracji w Kirishimie

Torisashi to regionalne danie wyspy Kiusiu, a konkretniej prefektur Kagoshima i Miyazaki. 
Torisashi zazwyczaj wymaga wysokiej jakości użytego mięsa i zachowania odpowiedniej higieny podczas przygotowywania, ze względu na ryzyko zatrucia pokarmowego. 

## Zobacz także
- Lista dań z kurczaka(inne języki)
- Basashi